# Martie 2019
Acest articol este generat integral pe baza informațiilor din articolul 2019 și este actualizat periodic de un robot.
 Editările făcute în articol vor fi șterse la următoarea actualizare! Dacă doriți să faceți modificări, editați articolul-sursă.

ianuarie -
februarie -
martie -
aprilie -
mai -
iunie -
iulie -
august -
septembrie -
octombrie -
noiembrie -
decembrie
Martie 2019 a fost a treia lună a anului și a început într-o zi de vineri.

## Evenimente

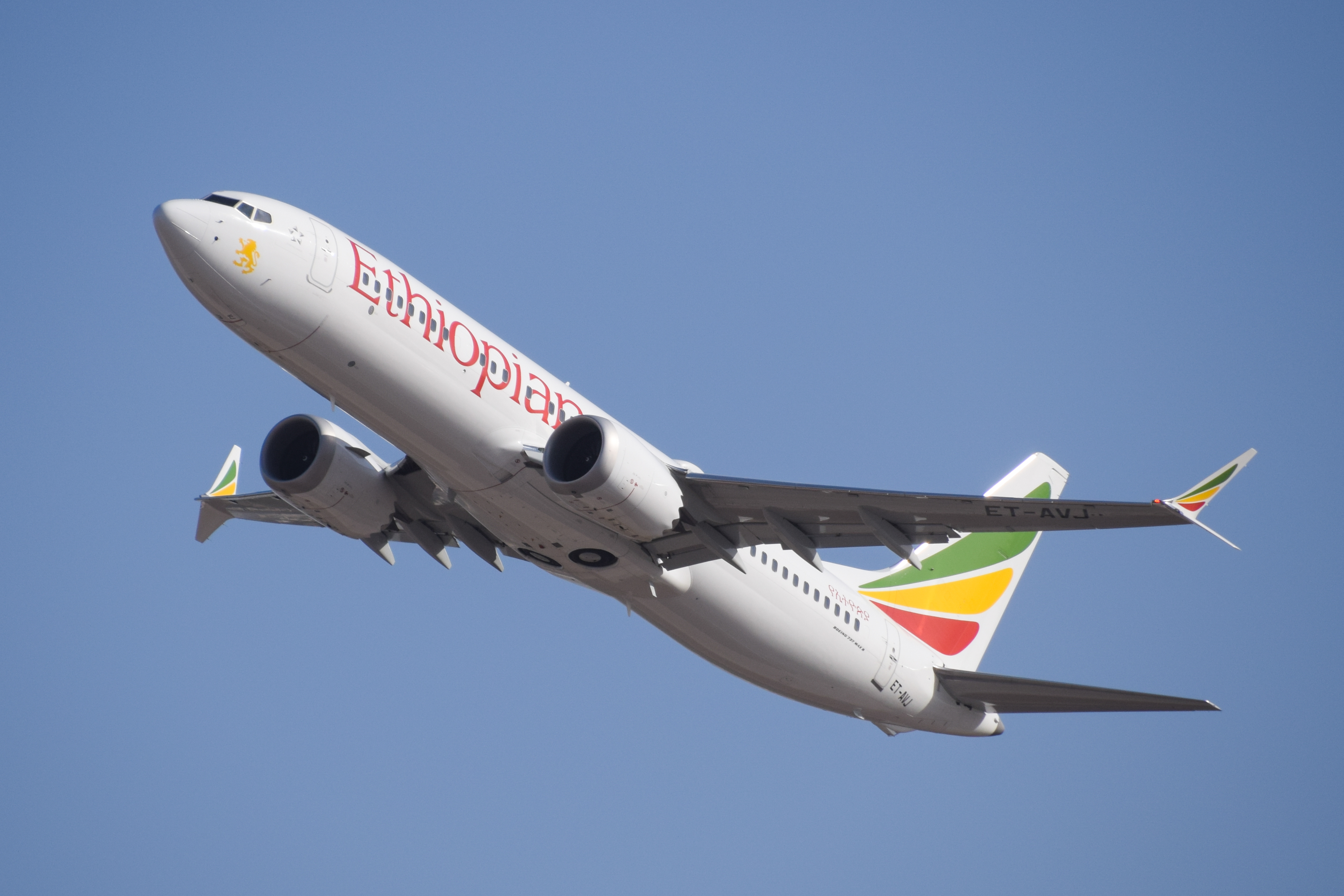
10 martie: Un avion Boeing 737 MAX al companiei Ethiopian Airlines, având la bord 149 de pasageri și 8 membri ai echipajului, s-a prăbușit după ce a decolat de pe aeroportul internațional din capitala Addis Abeba. Nu există supraviețuitori.

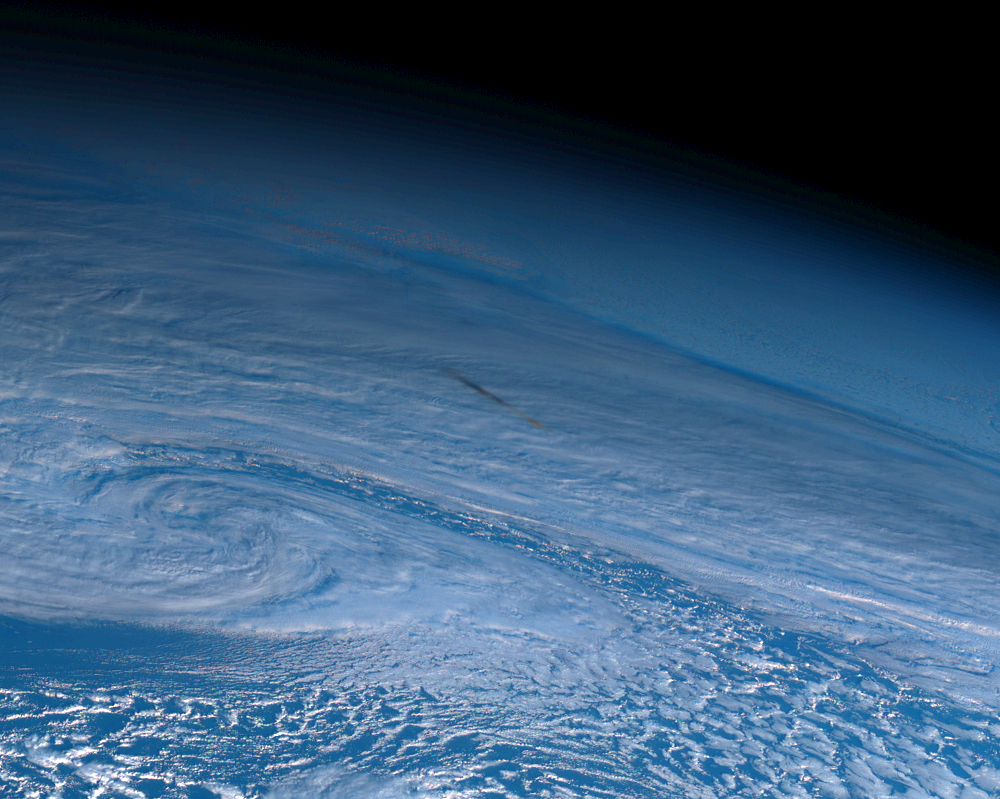
18 martie: NASA a anunțat că a detectat o explozie imensă a unui meteorit în atmosfera Pământului, deasupra Peninsulei Kamceatka din Rusia, la 18 decembrie 2018. Explozia, care a fost de zece ori mai puternică decât bomba atomică lnsată deasupra Hiroshimei în 1945. În imagine meteoritul capturat de Himawari 8 operat de Agenția Meteorologică din Japonia.

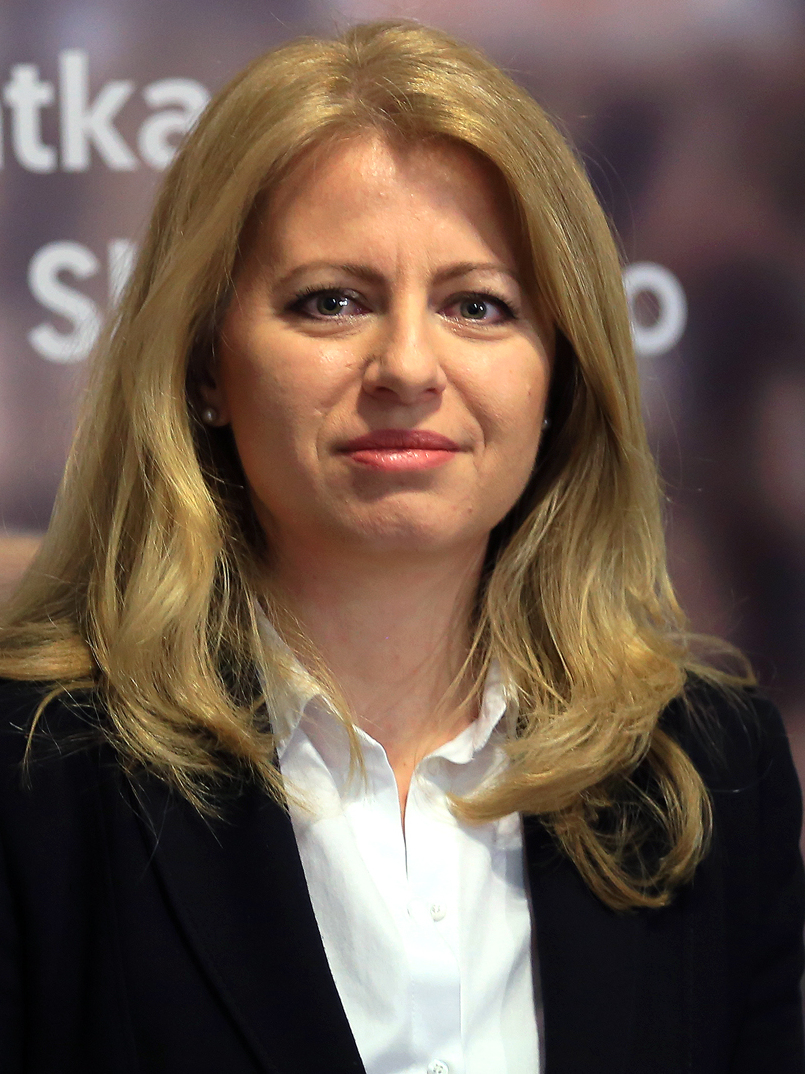
31 martie: Militanta anticorupție proeuropeană Zuzana Čaputová a câștigat al doilea tur al alegerilor prezidențiale din Slovacia. Ea va fi prima femeie șef de stat a Slovaciei.

- 8 martie: Președintele Klaus Iohannis a trimis Parlamentului pentru reexaminare Legea bugetului de stat pe anul 2019, susținând că este fundamentată pe o prognoză nerealistă, iar pe de altă parte, că nu asigură o reală funcționare a unor instituții publice cu rol esențial în societate.[2]
- 8 martie: Regele Carol al II-lea a fost reînhumat la Noua Catedrală Arhiepiscopală și Regală de la Curtea de Argeș. Rămășițele sale au fost scoase din capela de lângă biserica unde fuseseră depuse în 2003 și mutate în Necropola Regală, lângă mormântul Regelui Mihai și al Reginei Ana.[3]
- 10 martie: Un avion Boeing 737 MAX al companiei Ethiopian Airlines, având la bord 149 de pasageri și 8 membri ai echipajului, s-a prăbușit după ce a decolat de pe aeroportul internațional din capitala Addis Abeba. Nu există supraviețuitori.
- 11 martie: Economia Turciei intră în recesiune pentru prima dată din 2009 după ce lira turcească s-a depreciat cu 30% față de dolar și costurile de împrumut au crescut.[4][5]
- 12 martie: Institutul Național pentru Sănătate Publică din România anunță că bilanțul oamenilor care au murit din cauza gripei a ajuns la 172.[6]
- 12 martie: Parlamentul britanic a respins pentru a doua oară Acordul convenit de Londra și Uniunea Europeană cu privire la Brexit, 432 de parlamentari votând contra acordului și 202 pentru.[7]
- 12 martie: Agenția europeană pentru siguranță aeriană (EASA) a suspendat toate zborurile aeronavelor Boeing 737 Max, ca măsură de precauție, în urma a doua accidente petrecute în ultimele patru luni soldate cu un număr total de 346 decese.[8]
- 13 martie: Parlamentul României a adoptat raportul de admitere al Comisiilor de specialitate la Legea bugetului, în forma trimisă la promulgare, respingând astfel cererea de reexaminare a președintelui Klaus Iohannis. Legea a fost votată cu 245 de voturi „pentru”, 115 „împotrivă” și 2 abțineri.
- 13 martie: Parlamentul britanic votează un amendament care exclude posibilitatea retragerii Marii Britanii din Uniunea Europeană fără nici un acord.[9]
- 13 martie: Laserul ELI-NP de la Măgurele, parte a Proiectului european ELI, devine cel mai puternic sistem laser realizat vreodată, atingând o putere de 10 Petawatt.[10]
- 13 martie: Canada și Statele Unite au decis să blocheze la sol toate avioanele Boeing 737 Max 8 și Max 9 și au interzis intrarea acestora în spațiul aerian până la o notificare ulterioară. Practic, în acest moment, cele două tipuri de avioane avioanele sunt blocate la sol la nivel mondial.[11][12]
- 14 martie: Parlamentul britanic a respins declanșarea unui nou referendum pe tema Brexit, cu scorul de 334 la 85, și a decis să extindă termenul de părăsire a Uniunii Europene dincolo de 29 martie, respectiv până la 30 iunie, cu 412 la 202 voturi.[13]
- 15 martie: 49 de persoane au fost ucise și alte zeci au fost rănite în timpul a două atacuri asupra moscheilor din Christchurch, Noua Zeelandă.[14]
- 16 martie: Alegeri prezidențiale, primul scrutin, în Slovacia.
- 17 martie: Mii de persoane au participat la Belgrad la un protest împotriva președintelui sârb Aleksandar Vučić, cerând libertate pentru presă. Protestele au loc săptămânal începând cu 8 decembrie 2018 și se desfășoară în mai multe orașe din Serbia.[15]
- 18 martie: NASA a anunțat că a detectat o explozie imensă a unui meteorit în atmosfera Pământului, deasupra Peninsulei Kamceatka din Rusia, la 18 decembrie 2018. Explozia, care a fost de zece ori mai puternică decât bomba atomică lansată deasupra Hiroshimei în 1945, a fost a doua ca putere din ultimii 30 de ani, după explozia meteoritului care a căzut în localitatea Celeabinsk (Rusia) în 2013.[16]
- 19 martie: Nursultan Nazarbaev, președintele Kazahstannului, și-a anunțat demisia după ce aproape 30 de ani s-a aflat la conducerea acestei foste republici sovietice din Asia Centrală.
- 20 martie: Cel de-al doilea președinte al Kazahstanului, Kassym-Jomart Tokayev, este ales în funcție, după demisia lui Nursultan Nazarbayev, iar Astana, capitala Kazahstanului, este redenumită Nursultan, după fostul președinte.[17]
- 22 martie: După discuții lungi, liderii Uniunii Europene au oferit Regatului Unit două opțiuni pentru o amânare Brexit-ului dincolo de data de 29 martie. Dacă Parlamentul britanic va adopta săptămâna viitoare Acordul Brexit, data de ieșire din UE va fi amânată până la 22 mai. Dacă Acordul nu va fi aprobat, Londra va avea timp până la 12 aprilie să decidă organizarea de alegeri europene.[18]
- 24 martie: Primele alegeri legislative în Thailanda după lovitura de stat din 2014.[19]
- 25 martie: Regele Abdullah al II-lea al Iordaniei și-a anulat viziat programată în România după ce, cu o zi mai înainte, premierul Viorica Dăncilă a anunțat  în cadrul Conferinței Comitetului Americano-Israelian pentru Politici Publice (AIPAC), că ambasada României din Israel va fi mutată de la Tel Aviv la Ierusalim.[20] În aceeași zi, Donald Trump a semnat decretul de recunoaștere a suveranității Israelului asupra Înălțimilor Golan[21]
- 26 martie: Parlamentul European a votat abolirea schimbărilor sezoniere ale orei în Uniunea Europeană în 2021, statele membre UE fiind nevoite să decidă dacă vor să rămână permanent la ora standard (ora de iarnă) sau la cea de vară[22]
- 29 martie: Acordul de Brexit a fost respins pentru a treia oară de Parlamentul britanic, cu scorul de 344-286. Președintele Consiliului European, Donald Tusk, a programat un summit de urgență pe 10 aprilie, cu două zile înainte ca noua dată a Brexit-ului să aibă loc.[23]
- 31 martie: Militanta anticorupție proeuropeană Zuzana Čaputová a partidului Progresiv Slovacia a câștigat al doilea tur al alegerilor prezidențiale din Slovacia, învingând pe Maroš Šefčovič, cu 58% față de 42%. Ea va fi prima femeie șef de stat a Slovaciei.[1]
- 31 martie: Primul tur al alegerilor prezidențiale din Ucraina. Potrivit unor rezultate preliminare, actorul de comedie Volodîmîr Zelenski s-a clasat pe primul loc cu 30,17% și-l va  înfrunta în al doilea tur de scrutin, pe 21 aprilie, pe actualul șef al statului Petro Poroșenko, care a obținut 16,69%.[24]

## Decese
- 1 martie: Jores Ivanovici Alfiorov, 88 ani, fizician rus, laureat al Premiului Nobel (2000), (n. 1930)
- 3 martie: János Koós, 81 ani, muzician maghiar din România (n. 1937)
- 3 martie: Dimitrios Koulourianos, 88 ani, om politic grec (n. 1930)
- 3 martie: Gheorghe Udubașa, 80 ani, geolog român (n. 1938)
- 4 martie: Jean Starobinski, 98 ani, teoretician și critic literar elvețian (n. 1920)
- 5 martie: Miroljub Lešo, 72 ani, actor iugoslav și sârb (n. 1946)
- 5 martie: Ion Milovan, 69 ani, handbalist și antrenor român (n. 1949)
- 5 martie: Doru Popovici, 87 ani, compozitor, muzicolog, scriitor și ziarist român (n. 1932)
- 6 martie: Idel Bronștein, 82 ani, evreu basarabean, matematician și profesor sovietic, moldovean și american (n. 1936)
- 6 martie: Guillaume Faye, 69 ani, jurnalist și scriitor francez (n. 1949)
- 9 martie: Bernard Binlin Dadié, 103 ani, om politic și scriitor de limbă franceză din Coasta de Fildeș (n. 1916)
- 9 martie: Viorel Mardare, 37 ani, regizor și cineast din Republica Moldova (n. 1981)
- 10 martie: Gheorghe Naghi, 86 ani, regizor de film și actor român (n. 1932)
- 12 martie: Roxana Sorescu, 75 ani, cercetător științific, traducător, critic și istoric literar român (n. 1943)
- 12 martie: Vasile Stănescu, 94 ani, economist român (n. 1925)
- 13 martie: Frank Cali, 53 ani, mafiot american (n. 1965)
- 14 martie: George Litarczek, 93 ani, medic român, profesor universitar, membru de onoare al Academiei Române (n. 1925)
- 15 martie: Márcia Real, 88 ani, actriță braziliană de film (n. 1931)
- 16 martie: Gilbert Hottois, 72 ani, profesor și filosof belgian (n. 1946)
- 17 martie: Silvia Ghelan, 94 ani, actriță română (n. 1924)
- 17 martie: Richie Ryan, 90 ani, politician irlandez, membru al Parlamentului European (1973), (n. 1929)
- 18 martie: Egon Balas, 96 ani, matematician și economist român (n. 1922)
- 18 martie: Nicolae Oleinic, 76 ani, politician din R. Moldova (n. 1943)
- 19 martie: John Carl Buechler, 66 ani, regizor american de film, actor, machior și artist de efecte speciale (n. 1952)
- 20 martie: Anatoli Adoskin, 91 ani, actor rus de film și teatru (n. 1927)
- 22 martie: Jean Dercourt, 84 ani, geolog francez (n. 1935)
- 22 martie: Radu Penciulescu, 88 ani, regizor român de teatru (n. 1930)
- 23 martie: Tudor Caranfil, 87 ani, critic român de film, realizator de emisiuni TV și istoric de film (n. 1931)
- 23 martie: Rafi Eitan, 92 ani, militar, ofițer de informații și politician israelian (n. 1926)
- 23 martie: Alexandra Sicoe, 86 ani, atletă română (sprinteră), (n. 1932)
- 24 martie: Cornelia Tăutu, 81 ani, compozitoare română (n. 1938)
- 25 martie: Stylianos Harkianakis, 83 ani, arhiepiscop ortodox grec (n. 1935)
- 27 martie: Valeri Bîkovski, 84 ani, cosmonaut rus (n. 1934)
- 28 martie: Zina Dumitrescu, 82 ani, creatoare română de modă (n. 1936)
- 29 martie: Dumitru Nicolae, 79 ani, inginer și politician român (n. 1940)
- 29 martie: Dieter Schlesak, 84 ani, scriitor german originar din România (n. 1934)
- 29 martie: Agnès Varda, 90 ani, regizor belgian de film (n. 1928)
- 31 martie: Nipsey Hussle, 33 ani, rapper, antreprenor și activist american (n. 1985)
- 31 martie: Eva Moser, 36 ani, jucătoare austriacă de șah (n. 1982)